# Mother (film, 2009)
Pour les articles homonymes, voir Mother.
Pour plus de détails, voir Fiche technique et Distribution.
Mother ou Mère au Québec (hangeul : 마더 ; RR : Madeo) est un film dramatique sud-coréen écrit et réalisé par Bong Joon-ho, sorti en 2009.
Il est présenté en compétition dans la sélection Un certain regard lors du Festival de Cannes 2009.

## Synopsis
Une mère veuve vit seule avec son fils unique dans une petite ville de Corée du Sud, où elle travaille comme herboriste tout en prodiguant illégalement des services d'acuponcture aux femmes de la ville. Yoon Do-joon, son fils, est timide, mais confronte quiconque se moque de son handicap mental. Elle le réprimande de traîner avec Jin-tae, un bandit du quartier. Quand Do-joon est manqué de peu par une voiture, ce dernier et Jin-tae, pour se venger, vandalisent la voiture et attaquent le conducteur et ses passagers. Jin-tae blâme Do-joon pour les dommages causés sur la voiture et sa mère se retrouve endettée.
En sortant d'un bar, tard une nuit, Do-joon aperçoit une jeune lycéenne nommée Moon Ah-jung et la suit jusqu'à un bâtiment abandonné. Le lendemain matin, elle est retrouvée morte sur le toit du bâtiment, ce qui choque la ville et presse la police de trouver le criminel. Do-joon se retrouve suspect et est arrêté par les autorités par un concours de circonstances. Les autorités jouent de son handicap pour lui faire signer une confession et il risque une longue sentence. Sa mère, qui le croit innocent, tente de prouver qu'il n'est pas le meurtrier, mais en vain, car l'avocat qu'elle engage est incompétent et la ville tout entière prend Do-joon pour coupable.
La mère entre dans la maison de Jin-tae et y trouve un club de golf taché de ce qu'elle pense être du sang, mais quand elle emmène la preuve à la police, elle apprend qu'il ne s'agissait que de rouge à lèvres. Jin-tae, malgré l'accusation de la mère, propose d'aider cette dernière contre de l'argent. 
La mère vire son avocat et questionne les habitants de la ville sur Ah-jung. Elle apprend qu'elle avait des mœurs légères et sortait avec un garçon nommé Jong-pal, tout juste échappé du sanatorium.
Do-joon attaque un autre prisonnier qui le traite d'idiot. Lors de l'une des visites de sa mère, Do-joon se souvient de sa tentative de le tuer quand il avait cinq ans en mettant du pesticide dans son verre. Elle s'excuse, lui disant qu'elle avait l'intention de se tuer ensuite pour le rejoindre dans la mort, et lui propose de lui faire de l'acuponcture pour oublier ses peines, mais il lui répond qu'il ne veut plus jamais la revoir.
La mère apprend de la propriétaire d'un magasin d'appareils photos que Ah-jung était sujette à de fréquents saignements de nez. L'amie d'Ah-jung est attaquée par deux jeunes hommes qui cherchent le téléphone portable d'Ah-jung, mais la mère la sauve. Elle paye Jin-tae pour interroger les hommes, qui disent que Ah-jung a accepté du riz en échange de services sexuels, ce qui lui vaut le surnom de « la fille au gâteau de riz ». Ils lui disent qu'elle avait utilisé son téléphone pour prendre des photos de ses partenaires sexuels, un potentiel objet de chantage. La mère cherche le téléphone et le retrouve caché chez la grand-mère d'Ah-jung.
Do-joon se souvient avoir vu un homme dans le bâtiment la nuit de la mort d'Ah-jung. Il reconnaît un homme âgé sur l'une des photos du téléphone d'Ah-jung, un chiffonnier à qui la mère avait déjà acheté un parapluie. La mère se rend chez ce chiffonnier, disant être une infirmière prodiguant des services gratuits pour les personnes âgées, et lui demande ce qu'il a vu. Le chiffonnier lui apprend que Do-joon est vraiment le tueur d'Ah-jung : la jeune fille a lancé un gros caillou vers Do-joon, que ce dernier lui a renvoyé quand elle l'a traité d'idiot, ce qui l'a accidentellement tuée. Il l'a ensuite traînée jusque sur le toit en panique, pensant, ce qu'il explique plus tard, que s'il la met ici, quelqu'un la verra et lui viendra en aide.
La mère est horrifiée en apprenant la vérité. Quand le chiffonnier apprend que Do-joon sera libéré, il appelle immédiatement la police. La mère, craignant pour l'avenir de son fils, tue le chiffonnier à coups de clef à molette et met feu à sa maison.
Plus tard, la police annonce à la mère qu'ils ont trouvé le « véritable » tueur : Jong-pal, apparemment coupable après avoir trouvé le sang d'Ah-jung sur sa chemise. La police pense que le sang vient d'un viol, mais seule la mère sait que l'histoire de Jong-pal, qui dit simplement qu'Ah-jung avait saigné du nez pendant leurs rapports sexuels, est vraie. Prise de culpabilité, elle rend visite à Jong-pal en prison et pleure en sachant qu'il est emprisonné pour un crime qu'il n'a pas commis.
Do-joon est libéré de prison et Jin-tae vient le chercher. Ils passent à côté des ruines de la maison du chiffonnier et s'y arrêtent. Plus tard, alors que sa mère est à un arrêt de bus pour partir en voyage, Do-joon lui rend son kit d'acuponcture, qu'il a trouvé dans les ruines de la maison du chiffonnier, en lui disant d'être plus prudente. La mère part en sanglots, choquée par la découverte. Dans le bus, toujours choquée, elle pratique l'acuponcture sur elle-même pour oublier ses peines et danse avec les autres passagers.

## Fiche technique
- Titre international : Mother
- Titre québécois : Mère
- Titre original : 마더 (Madeo)
- Réalisation : Bong Joon-ho
- Scénario : Bong Joon-ho et Park Eun-kyo, d'après l'histoire originale de Bong Joon-ho
- Musique : Lee Byeong-woo
- Décors : Ryu Seong-hie
- Costumes : Choi Se-yeon
- Photographie : Hong Kyung-Pyo aussi surnommé Alex Hong[pas clair]
- Montage : Moon Sae-kyoung
- Production : Yang-kwon Moon, Tae-joon Park et Woo-sik Seo
- Société de production : Barunson
- Société de distribution : CJ Entertainment (Corée du Sud), Benelux Film Distributors (Belgique), Diaphana Films (France), Mongrel Media (Canada)
- Budget : 5 000 000 $ [1]
- Pays de production : Corée du Sud
- Langue originale : coréen
- Format : couleur - 2,35:1 - 35 mm - Dolby Digital
- Genre : drame
- Durée : 128 minutes
- Dates de sortie :  
  - France : 16 mai 2009 (Festival de Cannes) ; 27 janvier 2010 (sortie nationale)
  - Corée du Sud : 28 mai 2009
  - Canada : 26 mars 2010
  - Belgique : 15 septembre 2010

## Distribution
- Kim Hye-ja : la mère
- Won Bin : Yoon Do-joon, le fils
- Jin Goo : Jin-tae, l'ami de Do-joon
- Je Mun : Je-mun, le lieutenant
- Young-Suck Lee : le chiffonnier
- Mun-hee Na : Moon Ah-jung, « riz sauté »
- Chun Woo-hee : Mi-na
- Yoon Je-moon : Je-moon

## Accueil critique
Le film reçoit globalement de très bonnes critiques presse. Il est nommé 10e dans la liste des dix meilleurs films de l'année par les Cahiers du cinéma. Sur AlloCiné, il obtient une note moyenne presse de 4.4/5 pour 21 critiques. Le Monde souligne que « la comédie, la chronique sociale, le récit policier s'y entremêlent avec un art virtuose, quoique discret, sans équivalent dans le cinéma contemporain »[réf. nécessaire], pour les Inrockuptibles, c'est « un mélo original (…) [où] Bong Joon-ho ne cesse d'égarer son spectateur sans jamais le perdre, formidable paradoxe »[réf. nécessaire], ou encore Le Parisien conclut que « cette histoire d'amour fusionnel, monstrueux même, oscille entre le tragique et le comique, tout en ménageant un suspense formidable »[réf. nécessaire]. Les critiques réservés soulignent une mise en scène au rythme lent, comme dans le Journal du dimanche qui souligne « une mise en place un peu lente »[réf. nécessaire], ou encore Première « assez vite, un malaise s'installe, avec l'impression de plus en plus pesante que le soin apporté à la réalisation cache un besoin de tourner autour du pot, faute de substance »[réf. nécessaire].

## Distinctions
- Nikkan Sports Film Award 2009 : meilleur film étranger
- Asian Film Awards 2010 : prix du meilleur film